# Colin Russell
Colin Russell (ur. 2 lipca 1984 w Oshawa) – kanadyjski pływak, specjalizujący się głównie w stylu dowolnym.
Wicemistrz świata z Montrealu w sztafecie 4 x 200 m stylem dowolnym. Brązowy medalista Igrzysk Wspólnoty Brytyjskiej z Melbourne w sztafecie 4 x 100 m stylem dowolnym. Srebrny medalista Mistrzostw Pacyfiku w sztafecie 4 × 200 m stylem dowolnym.
Olimpijczyk z Pekinu (14. miejsce na 200 m stylem dowolnym oraz 6. miejsce w sztafecie 4 × 100 m stylem dowolnym i 5. miejsce w 4 × 200 m stylem dowolnym) oraz z Londynu (10. miejsce w sztafecie 4 × 100 i 14. miejsce w 4 × 200 m stylem dowolnym).
Jego siostrą jest Sinead, również pływaczka.